# Danny Simons (journalist)
Danny Simons (1994) is een Nederlands journalist. 
Simons werkt voor de NOS en is verslaggever voor radio, televisie en online. Daarvoor was hij een van de presentatoren van NOS Stories.

## Loopbaan
Als tiener begon Simons bij Radio Weesp. Hij studeerde communicatiewetenschap aan de Vrije Universiteit Amsterdam en deed een master journalistiek aan de Universiteit van Amsterdam. Tijdens deze master liep hij stage bij NOS op 3. 
Na zijn stage bleef hij bij de omroep om NOS Stories op te zetten, een nieuwsplatform voor jongeren. Naast het maken van korte video's voor platforms zoals Instagram presenteerde hij ook programma's als eindexamenspreekuur en de langere verhalen op YouTube. Een verhaal over steekincidenten in Rotterdam en omgeving leverde een nominatie op voor De Tegel.
Simons ging daarna aan de slag radioredactie van de omroep, waar hij als binnenlandverslaggever werkt. Hij doet voornamelijk verslag voor radioprogramma's als NOS Radio 1 Journaal, Nieuws en Co en de radiobulletins op NPO Radio 1. Ook maakt hij bijdrages voor de website of het NOS Journaal op televisie. Ook gaat hij soms naar het buitenland, zo versloeg hij het WK Voetbal in Qatar en definitieve uitspraak in het Decembermoordenproces in Suriname.